# Dominik Pichler
Dominik Pichler (* 9. März 1976 in Rosenheim) ist ein deutscher Politiker der SPD und seit Oktober 2015 Bürgermeister von Kevelaer.

## Werdegang
Nach dem Abitur im Jahr 1995 am Kardinal-von-Galen-Gymnasium in Kevelaer und dem anschließenden Zivildienst studierte er Rechtswissenschaften in Bonn. Im Anschluss daran war er Referendar beim Landgericht Fulda. Mitte 2005 machte er sich als Rechtsanwalt in Kevelaer selbstständig und war zehn Jahre lang weit überwiegend als Strafverteidiger tätig. Berufsbegleitend promovierte Pichler bei Henning Radtke zu einem Thema aus dem Gewaltstrafrecht. Er wurde 2013 bis 2015 im Ranking von Focus Spezial in der Kategorie „Top Rechtsanwälte Strafrecht“ gelistet.
Pichler gehörte seit dem Jahr 2009 dem Rat der Stadt Kevelaer an und kandidierte 2015 gegen den Amtsinhaber Axel Stibi (CDU) für das Amt des Bürgermeisters. Diese Wahl gewann er am 13. September 2015 mit einem Vorsprung von 80 Stimmen. Am 13. September 2020 setzte er sich mit großem Abstand gegen seinen Mitbewerber Mario Maaßen (CDU) durch und wurde im Amt bestätigt.
Pichler ist verheiratet und hat sechs Kinder.